# 4641 Ayako
4641 Ayako è un asteroide della fascia principale. Scoperto nel 1990, presenta un'orbita caratterizzata da un semiasse maggiore pari a 2,1885463 UA e da un'eccentricità di 0,1712339, inclinata di 1,65237° rispetto all'eclittica.
L'asteroide è dedicato ad Ayako Endate, moglie di uno dei due scopritori.